# Threnody
Threnody es el segundo álbum de la banda sueca de death metal melódico/industrial Engel. En el periodo de grabación de este álbum, la banda rompió contrato con el sello SPV GmbH quienes se negarona distribuir el álbum por Europa.
Este es el último álbum que cuenta con el baterista "Mojjo".
Se grabaron también los videos musicales para la versión demo de la canción Elbow And Knives titulada Someone Died (Made You God), y el del sencillo Sense the Fire y Six Feet Deep.

## Original/Japanese Track listing
1. Threnody 3:56
2. Sense The Fire 4:20
3. Until Eternity Ends 3:50
4. To The End 4:01
5. Down 3:49
6. Heartsick 4:33
7. Feed The Weak 4:15
8. For Those Who Will Resist 3:41
9. Every Sin (Leaves A Mark) 3:32
10. Roll The Dice 4:37
11. Elbow And Knives 3:10
12. Perfect Isis 6:10
13. Fearless (Bonus japonés) 3:45

## Cronología de lanzamientos
| Fecha                  | Región         |
| ---------------------- | -------------- |
| 8 de noviembre de 2010 | Europa         |
| 11 de enero de 2011    | Estados Unidos |

## Créditos
- Magnus "Mangan" Klavborn - voz
- Niclas Engelin - guitarra
- Marcus Sunesson - guitarra
- Steve Drennan - bajo
- Daniel "Mojjo" Moilanen - batería